# Flight en Park Forum
Het Flight Forum en Park Forum zijn twee buurten in het stadsdeel Strijp in de stad Eindhoven, in de Nederlandse provincie Noord-Brabant. De buurt ligt in de wijk Meerhoven. Flight Forum en Park Forum zijn twee industriegebieden bij de A2 en Eindhoven Airport. Op 1 januari 2023 telde de buurt 25 inwoners, verdeeld over 8 woningen, op een oppervlakte van 2,36 km².